# Crinàgores
Crinàgores (en llatí Crinagoras, en grec Κριναγόρας) va ser un epigramàtic grec autor de 50 epigrames inclosos a l'Antologia grega. Era nadiu de Mitilene segons esmenta Estrabó que diu que era contemporani seu. Probablement va viure en el regnat d'August. Tenia un germà de nom Euclides que podria haver escrit també algun poema.